# Underbyxor

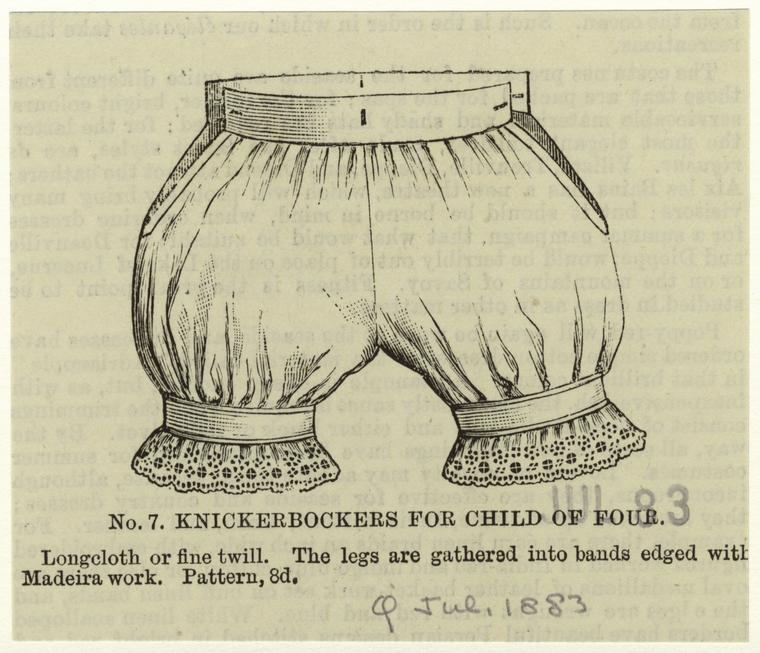
Reklam för underbyxor från 1883 för barn i 4-årsåldern. På den tiden kallades denna typ för "knickerboxers" medan de idag, ibland går under benämningen bloomers.

Underbyxor, eller äldre även benkläder, är samlingsnamn för underkläder som bärs på underkroppen, det vill säga byxor avsedda att bäras närmast kroppen, under andra kläder. Benämningen har använts för både mäns, kvinnors och barns underklädesplagg, och kan vara synonym för bland annat kalsonger, trosor, bikiniunderdel, mamelucker eller långkalsonger. Det senare är numera ovanligare, då underbyxor idag främst avser underplagg med korta, eller helt i avsaknad av ben.

## Historia
Äldsta kända svenska källan där ordet underbyxor förekommer är tidskriften Samlaren, utgiven av Svenska literatursällskapets arbetsutskott i Uppsala, där det i nummer 103, år 1627 står: "8 alner til foder och underbyxor".

### Underbyxor för män
| Man i brokor, målning från 1200-talet. |  | Två modeller av underbyxor för män, från 1943. |
| Man i brokor, målning från 1200-talet. |  | Två modeller av underbyxor för män, från 1943. |

Underkläder för underkroppen har funnit sedan förhistorisk tid och bestod främst av olika former av höftskynken. Det första kända plagget som skulle kunna kallas underbyxor är brokor som dyker upp i Europa under medeltiden. Brokor var löst sittande byxor med långa ben, ned till knät eller halva vaden, och bars av män. De var gjorda av läder eller ylle, och senare av bomull och linne. Förmögna män bar hosor till brokorna och kring renässansen hade hosorna blivit längre och mer åtsittande, medan brokorna blivit kortare. Renässansens korta underbyxor var ofta även försedda med en öppningsbar flik så att man kunde urinera utan att ta av sig kläderna. Detta utvecklades till en löstagbar tygpåse, den så kallades blygdkapseln som vissa, exempelvis Henry VIII, bar vadderad medan andra använde den som en praktisk ficka att bära mindre saker i.

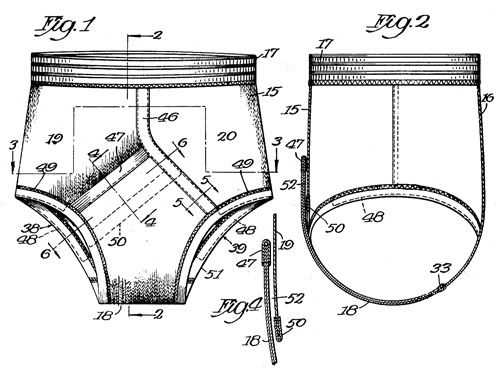
Den första Y-frontskalsongen formgavs av Arthur Kneibler, här en illustration ur patentet från 1934.

Underbyxan utvecklades sedan genom århundraden. De vanligaste var knälånga med en enkel knäppningsbar flik framtill. De producerades i material som bomull, silke och linne. Under 1800-talet hade mäns underbyxor långa ben, och det var vanligt med ett heltäckande underplagg, likt ett underställ. Kring 1920-talet kom materialet bomullstrikå, som tillät mer kroppsnära kalsonger och resår började användas i större utsträckning för underkläder. Under 1900-talet fick kalsongerna färre knappar, kortare ben och större gylf. Samtidiga med de mer kroppsnära kalsongerna utvecklades en underbyxa som istället hade en lösare passform, som kommit att kallas för boxershorts, och som låtit sig inspireras av boxarnas matchbyxor.
Den första suspensoaren såg dagens ljus redan 1874, då sportföretaget Sharp & Smith från Chicago skapade plagget för "cykeljockeys" som skulle tävla på stenlagda gator. Det var även i Chicago som de första jockey-briefsen började säljas 1935. Dessa benlösa underbyxor med Y-front var formgivna av Arthur Kneibler, och blev genast en stor försäljningssuccé, först i USA och sedan i Europa.

### Underbyxor för kvinnor
Även kvinnor använde olika typer av höftskynken i olika kulturer genom historien men det var först under 1700-talet som något som skulle kunna kallas för underbyxor för kvinnor dyker upp i västvärlden, men de var fortfarande sällsynta. Istället använde man många lager av underkjolar. Först var det överklassens kvinnor som började använda benklädnader i mjuk batist. Det sägs att Napoleons drottning Josephine ska ha varit en föregångare. Först mot andra halvan av 1800-talet började kvinnor mer allmänt bruka sådana underplagg, men fortfarande i början av 1900-talet fanns det kvinnor som inte bar underbyxor under kjolarna. I delar av samhället fanns det en skepsis mot det nya plagget "fruntimmerskalsonger" och de ansågs vara både oanständiga och obekväma. Att många kvinnor uträttade sina behov stående, med benen isär var nog också en orsak till att de upplevdes som onödiga. Länge var underbyxor för kvinnor något som varken skulle synas eller pratas om, vilket gjorde att de länge kallades de onämnbara.
| Kvinnas underbyxor, cirka 1850 från Missouri. |  | Reklambild från 1909 av kvinna i mamelucker. |
| Kvinnas underbyxor, cirka 1850 från Missouri. |  | Reklambild från 1909 av kvinna i mamelucker. |

De första benunderkläderna för kvinnor hade långa ben och var vanligtvis öppna i grenen, och kallades därför ibland för "öppetbyxor". De var ofta sydda i linne och bomull, eller i ylle för vinterbruk. Bara rika personer hade råd med importerat silke. Med industrialismen växte textilindustrin fram och i mitten av 1800-talet producerades mängder av engelskt broderi och spetsar till lägre priser som man prydde de långbenta underbyxorna med. Modet vid den här tiden tillät omfångsrika underkläder med rysch och veck. Dåtidens underbyxor påminde om det som idag ofta kallas mamelucker. I speciella  "Lingeriebutiker" (underklädesbutiker) såldes färdigsydda, dyrare underkläder men vanligast var att de syddes i hemmen.

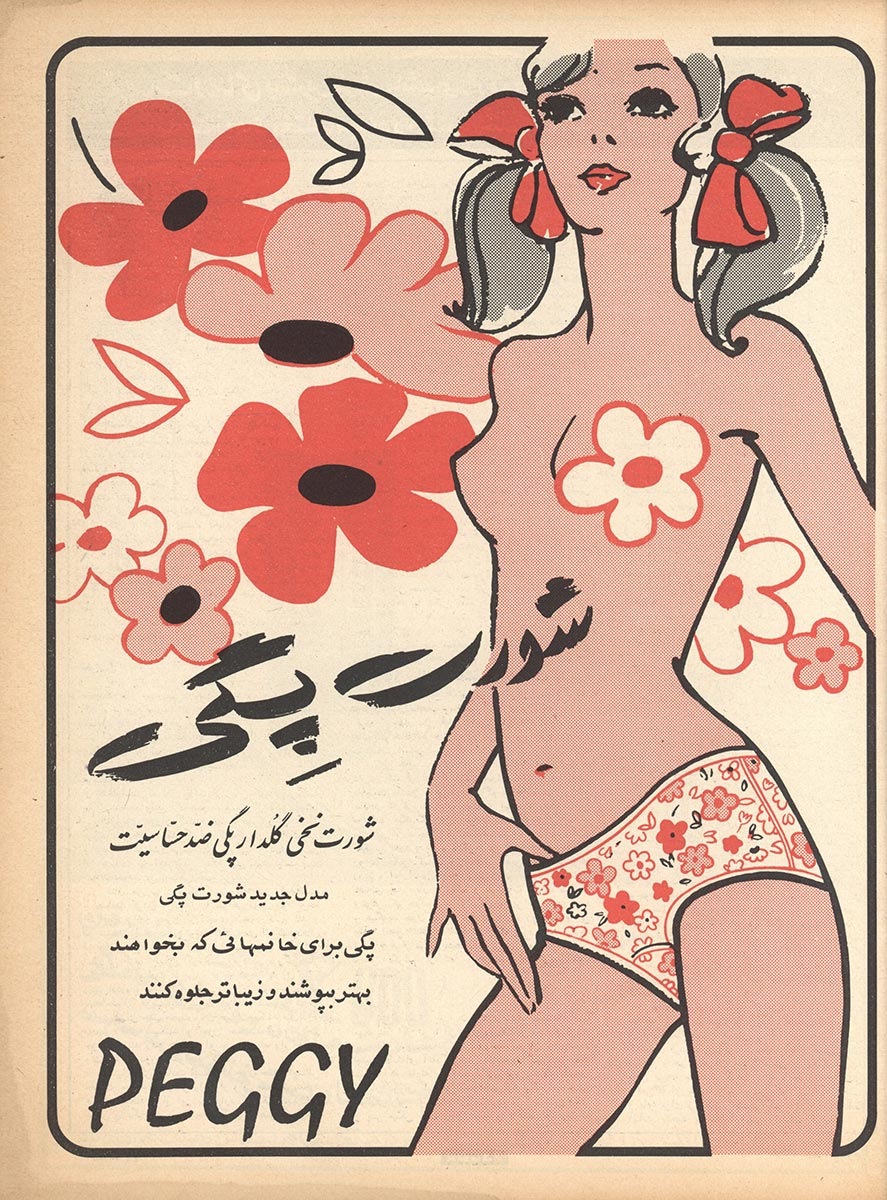
Reklam från 1971 för trosor av typiskt snitt och mönster för sin tid.

När modet förändrades på 1920-talet förändrades även underbyxorna och nya tygkvalitéer tillät plaggen av bli mer kroppsnära. Tygerna gjordes i en mängd olika färger och var ofta blommönstrade. Ett av de nya materialen var bomullstrikå vilket blev populärt för underkläder. Dessa underbyxor försågs gärna med resårband i midjan, och ibland även i benen, vilka gick ner en bit på låret. På 1930-talet fick underbyxorna kortare ben, vissa försedda med spetsapplikationer och kunde säljas i "set" med linne.
På 1950-talet blev nylon och andra konstfibermaterial populära, vilket tillät att skapa starka underkläder med mönsterstickningar och spetsar. Det är mot slutet av 1950-talet som "trosan" lanserades, vilket var en mindre och mera kroppsnära underbyxa. Begreppet trosa hade dock använts under hela 1900-talet som en synonym för vissa underbyxor. Modet under 1960-talet med korta, snäva kjolar förändrade även trosornas form, som blev allt mindre och fick högre skärning. I slutet av 1970-talet kom de första stringtrosorna.

## Underbyxor i politik och kultur

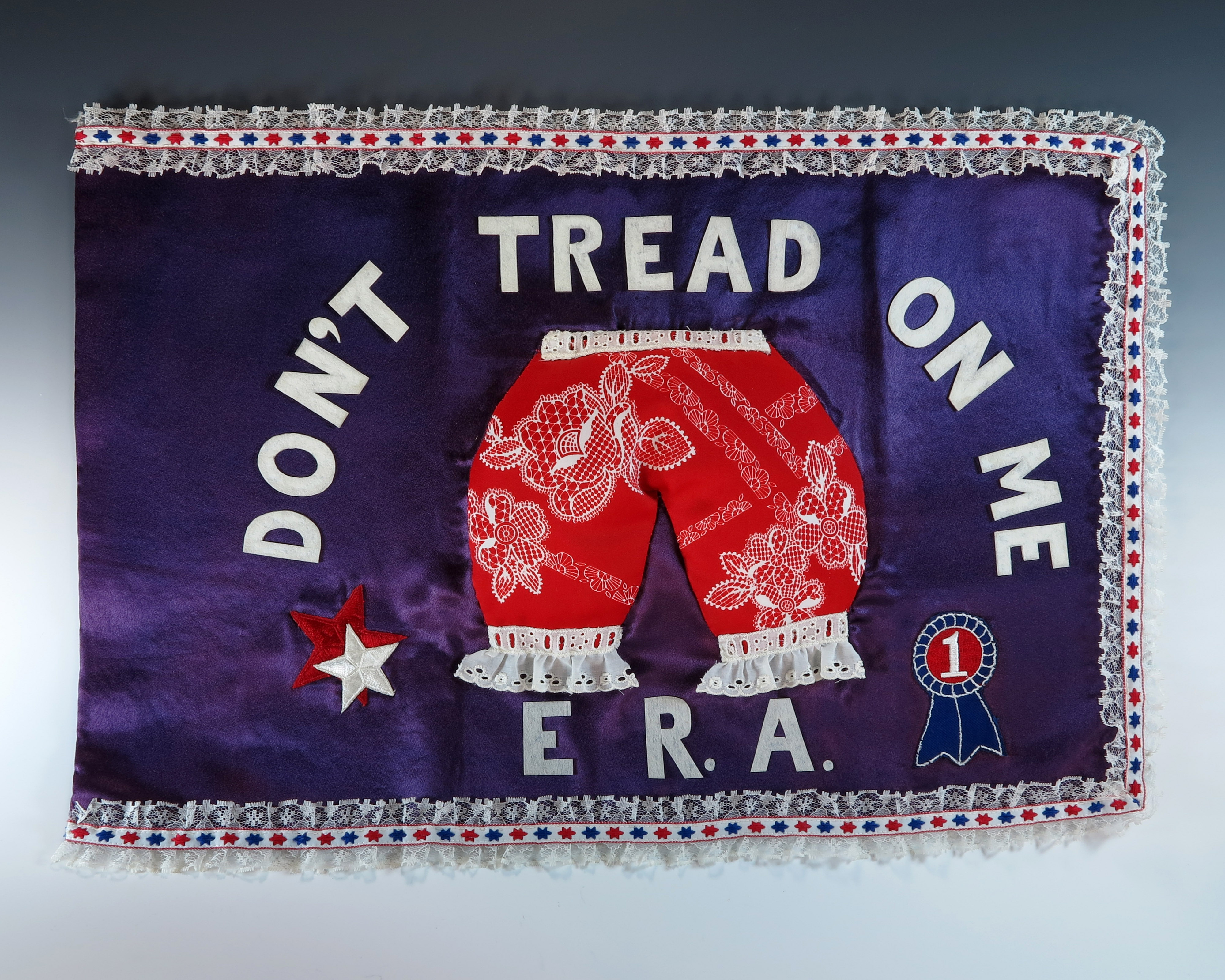
USA:s första dam, lady Betty Fords "Bloomerflagga", från 1981.

Underbyxor är på många sätt ett kulturellt laddat plagg. På 1980-talet blev underbyxor, som kallas bloomers, något av en symbol för kvinnans rättigheter i USA. Det hela grundade sig i att USA:s första dam, lady Betty Ford, som från början hette Bloomer i efternamn, engagerade sig i jämställdhet och Equal Rights Amendment (E.R.A.).
I USA har den tecknade barnboksfiguren Captain Underpants, av Dav Pilkey, blivit oerhört omdebatterad och på vissa håll "bannlyst", bland annat på grund av att den enligt kritikerna uppmanar barn att sätt sig upp mot auktoriteter. Den första boken med Captain Underpants kom ut 1997.
I avsnitt S02E17 från 1998 av den amerikanska tecknade serien South Park dyker det upp tomtar som samlar underbyxor. Tomtarna har nämligen en affärsplan, vars upplägg ser ut som följer: Fas 1: Samla underbyxor, Fas 2: ?, Fas 3: Profit. Denna affärsplan blev sedan mycket populär bland journalister och ekonomiska kritiker som en metafor för internetbubblans många affärsplaner och illa planerade politiska mål.

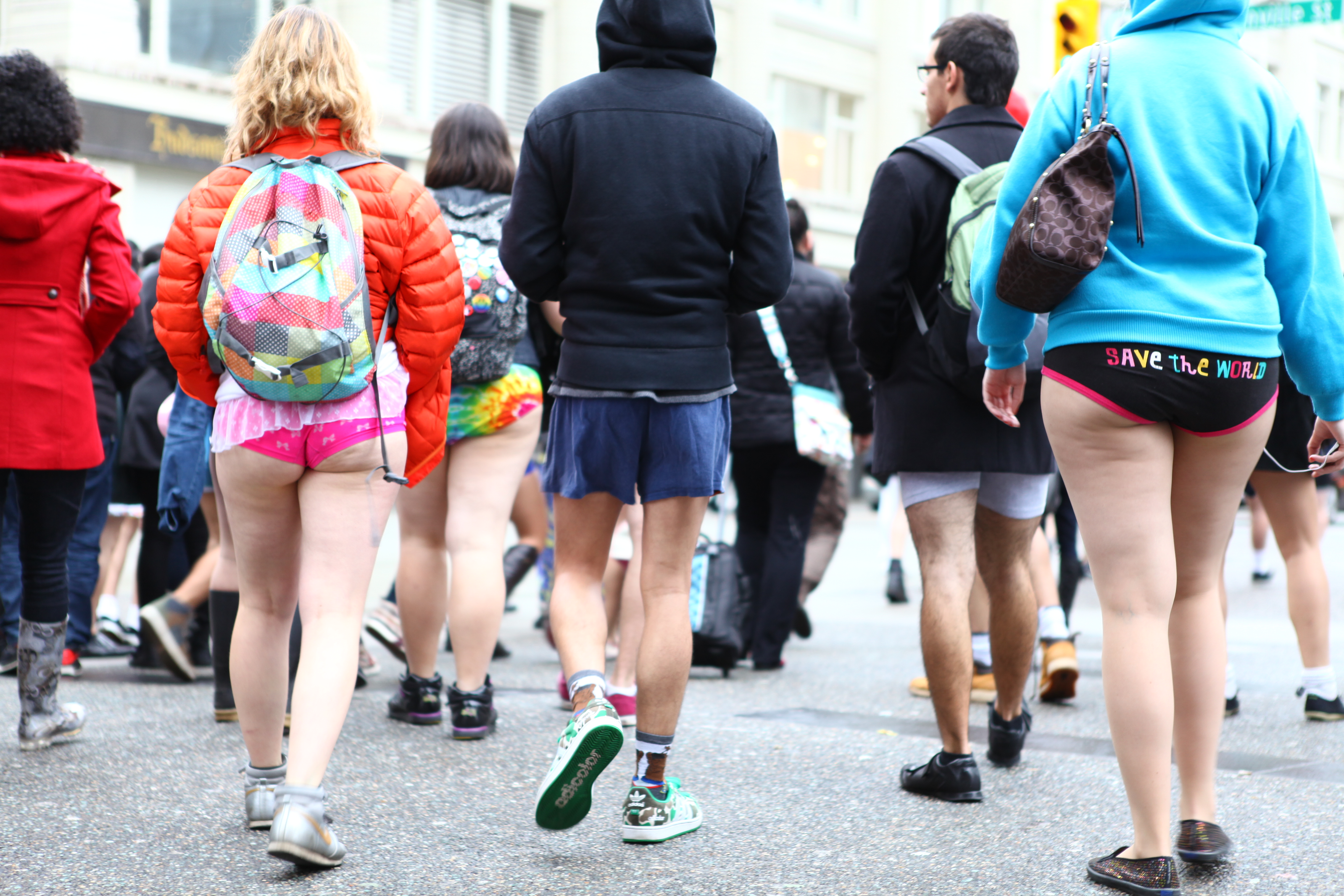
Ett antal deltagare i No Pants Subway Ride 2012, i USA.

Det finns ett antal återkommande evenemang där deltagare uppträder i offentligheten i bara underbyxorna, som ett sätt att protestera, skoja eller liknande, som No Pants Subway Ride, No Pants Day och Undie Run. De flesta av dessa företeelser har börjat i USA, men vissa har spridit sig till andra delar av världen.
I september 2015 hissade den tjeckiska konstnärsgruppen Ztohoven ett par enorma röda kalsonger på presidentpalatsets flaggstång, i protest mot president Milos Zeman.
2018 blev stringtrosor symbol för en proteströrelse på Irland som lanserade sig under hashtagen #ThisIsNotConsent. Protesterna startade som en reaktion på att en man friades från anklagelser om våldtäkt, bland annat för att den utsatta kvinnan vid tillfället burit stringtrosor.

## Exempel på plagg som kan kallas underbyxor
- Brokor
- Boxershorts
- Kalsonger
- Mamelucker
- Suspensoar
- Trosgördel
- Trosor